# Temporada 2020 de Eurocopa de Fórmula Renault
La temporada 2020 de Eurocopa de Fórmula Renault fue la 30.º y última edición de dicha competición, organizada por Renault Sport.
El francés Victor Martins logró se consagró campeón en la carrera 1 de la última ronda, mientras que ART Grand Prix se quedó con el Campeonato de Escuderías.

## Escuderías y pilotos
Todos los participantes compitieron con monoplazas Tatuus T-318-Renault.
| Escudería        | N.º | Piloto              | Estado | Rondas    |
| ---------------- | --- | ------------------- | ------ | --------- |
| R-ace GP         | 1   | Caio Collet         |        | Todas     |
| R-ace GP         | 2   | Johnathan Hoggard   |        | 2         |
| R-ace GP         | 3   | Petr Ptáček         |        | Todas     |
| MP Motorsport    | 11  | Franco Colapinto    |        | Todas     |
| MP Motorsport    | 12  | Joey Alders         |        | 1-2       |
| MP Motorsport    | 12  | Roman Staněk        |        | 5         |
| MP Motorsport    | 17  | Hadrien David       | N      | Todas     |
| Arden Motorsport | 20  | Alex Quinn          | N      | Todas     |
| Arden Motorsport | 20  | Jackson Walls       | N      |           |
| Arden Motorsport | 21  | Reshad de Gerus     | N      | Todas     |
| Arden Motorsport | 27  | Ugo de Wilde        |        | Todas     |
| JD Motorsport    | 32  | David Vidales       |        | 2-10      |
| JD Motorsport    | 38  | William Alatalo     | N      | Todas     |
| M2 Competition   | 44  | Michael Belov       | N      | 1-2, 8-10 |
| Bhaitech Racing  | 51  | László Tóth         | N      | Todas     |
| Bhaitech Racing  | 52  | Nicola Marinangeli  | N      | 1-2, 5-10 |
| Bhaitech Racing  | 52  | Vicky Piria         |        | 3-4       |
| Bhaitech Racing  | 53  | Lorenzo Colombo     |        | Todas     |
| FA Racing        | 71  | Amaury Cordeel      |        | Todas     |
| FA Racing        | 73  | Tijmen van der Helm | N      | Todas     |
| ART Grand Prix   | 91  | Paul Aron           | N      | Todas     |
| ART Grand Prix   | 92  | Victor Martins      |        | Todas     |
| ART Grand Prix   | 93  | Grégoire Saucy      |        | Todas     |

| Icono | Leyenda |
| ----- | ------- |
| N     | Novato  |

## Calendario
El calendario previsto para la temporada 2020 fue anunciado el 11 de septiembre de 2019.
Después de múltiples cancelaciones debido a la pandemia de coronavirus, Renault Sport publicó el 15 de mayo de 2020 un nuevo calendario de 10 rondas. El nuevo calendario incluye el retorno de la Eurocopa de Fórmula Renault a los circuitos de Magny-Cours (primera vez desde la temporada 2010), Imola (primera vez desde temporada 2004), y Zandvoort (primera vez desde temporada 2000), pero ausenta competiciones en los circuitos de Mónaco, Hungaroringas, y Silverstone. El 25 de septiembre fue agregada una segunda ronda en Imola para los días 31 de octubre y 1 de noviembre.
| Ronda | Ronda | Circuito                        | Fecha            |
| ----- | ----- | ------------------------------- | ---------------- |
| 1     | C1    | Autodromo Nazionale di Monza    | 10 de julio      |
| 1     | C2    | Autodromo Nazionale di Monza    | 11 de julio      |
| 2     | C1    | Autodromo Enzo e Dino Ferrari 1 | 25 de julio      |
| 2     | C2    | Autodromo Enzo e Dino Ferrari 1 | 26 de julio      |
| 3     | C1    | Nürburgring                     | 5 de septiembre  |
| 3     | C2    | Nürburgring                     | 6 de septiembre  |
| 4     | C1    | Circuito de Nevers Magny-Cours  | 12 de septiembre |
| 4     | C2    | Circuito de Nevers Magny-Cours  | 13 de septiembre |
| 5     | C1    | Circuito de Zandvoort           | 26 de septiembre |
| 5     | C2    | Circuito de Zandvoort           | 27 de septiembre |
| 6     | C1    | Circuito de Barcelona-Cataluña  | 10 de octubre    |
| 6     | C2    | Circuito de Barcelona-Cataluña  | 11 de octubre    |
| 7     | C1    | Circuito de Spa-Francorchamps   | 23 de octubre    |
| 7     | C2    | Circuito de Spa-Francorchamps   | 24 de octubre    |
| 8     | C1    | Autodromo Enzo e Dino Ferrari 2 | 31 de octubre    |
| 8     | C2    | Autodromo Enzo e Dino Ferrari 2 | 1 de noviembre   |
| 9     | C1    | Hockenheimring                  | 7 de noviembre   |
| 9     | C2    | Hockenheimring                  | 8 de noviembre   |
| 10    | C1    | Circuito Paul Ricard            | 14 de noviembre  |
| 10    | C2    | Circuito Paul Ricard            | 15 de noviembre  |

## Resultados
| Ronda | Ronda | Ronda             | Pole Position   | Vuelta rápida    | Piloto ganador   | Escudería ganadora | Novato ganador |
| ----- | ----- | ----------------- | --------------- | ---------------- | ---------------- | ------------------ | -------------- |
| 1     | C1    | Monza             | Alex Quinn      | Alex Quinn       | Franco Colapinto | MP Motorsport      | Alex Quinn     |
| 1     | C2    | Monza             | Victor Martins  | Joey Alders      | Caio Collet      | R-ace GP           | Michael Belov  |
| 2     | C1    | Imola 1           | David Vidales   | David Vidales    | David Vidales    | JD Motorsport      | David Vidales  |
| 2     | C2    | Imola 1           | William Alatalo | David Vidales    | David Vidales    | JD Motorsport      | David Vidales  |
| 3     | C1    | Nürburgring       | Victor Martins  | Victor Martins   | Victor Martins   | ART Grand Prix     | David Vidales  |
| 3     | C2    | Nürburgring       | Victor Martins  | Victor Martins   | Victor Martins   | ART Grand Prix     | Paul Aron      |
| 4     | C1    | Magny-Cours       | Caio Collet     | Franco Colapinto | Caio Collet      | R-ace GP           | David Vidales  |
| 4     | C2    | Magny-Cours       | Victor Martins  | Victor Martins   | Victor Martins   | ART Grand Prix     | David Vidales  |
| 5     | C1    | Zandvoort         | Victor Martins  | Victor Martins   | Victor Martins   | ART Grand Prix     | David Vidales  |
| 5     | C2    | Zandvoort         | Caio Collet     | Victor Martins   | Caio Collet      | R-ace GP           | David Vidales  |
| 6     | C1    | Barcelona         | Victor Martins  | Victor Martins   | Victor Martins   | ART Grand Prix     | Hadrien David  |
| 6     | C2    | Barcelona         | Victor Martins  | Victor Martins   | Victor Martins   | ART Grand Prix     | David Vidales  |
| 7     | C1    | Spa-Francorchamps | Victor Martins  | Victor Martins   | Franco Colapinto | MP Motorsport      | Alex Quinn     |
| 7     | C2    | Spa-Francorchamps | Victor Martins  | Caio Collet      | Alex Quinn       | Arden Motorsport   | Alex Quinn     |
| 8     | C1    | Imola 2           | Lorenzo Colombo | Caio Collet      | Caio Collet      | R-ace GP           | Alex Quinn     |
| 8     | C2    | Imola 2           | Victor Martins  | Franco Colapinto | Victor Martins   | ART Grand Prix     | Hadrien David  |
| 9     | C1    | Hockenheim        | Caio Collet     | Caio Collet      | Caio Collet      | R-ace GP           | Alex Quinn     |
| 9     | C2    | Hockenheim        | Lorenzo Colombo | Lorenzo Colombo  | Lorenzo Colombo  | Bhaitech Racing    | Alex Quinn     |
| 10    | C1    | Le Castellet      | Lorenzo Colombo | Caio Collet      | Lorenzo Colombo  | Bhaitech Racing    | Alex Quinn     |
| 10    | C2    | Le Castellet      | Lorenzo Colombo | Lorenzo Colombo  | Lorenzo Colombo  | Bhaitech Racing    | Alex Quinn     |

## Clasificaciones

### Puntuaciones
| Posición | 1.º | 2.º | 3.º | 4.º | 5.º | 6.º | 7.º | 8.º | 9.º | 10.º |
| Puntos   | 25  | 18  | 15  | 12  | 10  | 8   | 6   | 4   | 2   | 1    |

### Campeonato de Pilotos
| Pos.                                       | Piloto              | MNZ | MNZ | IMO1 | IMO1 | NÜR | NÜR | MAG | MAG | ZAN | ZAN | BAR | BAR | SPA | SPA | IMO2 | IMO2 | HOC | HOC | LEC | LEC | Puntos |
| ------------------------------------------ | ------------------- | --- | --- | ---- | ---- | --- | --- | --- | --- | --- | --- | --- | --- | --- | --- | ---- | ---- | --- | --- | --- | --- | ------ |
| 1                                          | Victor Martins      | 10  | 2   | 4    | 4    | 1   | 1   | 3   | 1   | 1   | 2   | 1   | 1   | 2   | 4   | 5    | 1    | 2   | 2   | 4   | 2   | 348    |
| 2                                          | Caio Collet         | 3   | 1   | 2    | 5    | 6   | 4   | 1   | 2   | 2   | 1   | 2   | 2   | 7   | 6   | 1    | Ret  | 1   | Ret | 2   | 4   | 304    |
| 3                                          | Franco Colapinto    | 1   | 3   | 6    | 7    | 7   | 6   | 13  | Ret | 6   | 3   | 6   | 3   | 1   | 12  | 4    | 2    | 4   | 3   | 3   | 3   | 213.5  |
| 4                                          | Alex Quinn          | 2   | Ret | 5    | 3    | 13  | 9   | 5   | 5   | 8   | 12  | 7   | Ret | 4   | 1   | 2    | 4    | 3   | 4   | 5   | 5   | 183    |
| 5                                          | Lorenzo Colombo     | 13  | Ret | 7    | 11   | 2   | 5   | 6   | 4   | 9   | 5   | 14  | 9   | WD  | WD  | 3    | 11   | 5   | 1   | 1   | 1   | 170    |
| 6                                          | David Vidales       |     |     | 1    | 1    | 3   | 8   | 2   | 3   | 3   | 4   | 11  | 4   | 10  | 16  | Ret  | Ret  | 6   | 7   | 6   | 9   | 169    |
| 7                                          | Grégoire Saucy      | 11  | 8   | 14   | 13   | 4   | 3   | 4   | 6   | 10  | 8   | 4   | Ret | 11  | 3   | Ret  | 7    | Ret | Ret | 7   | 15  | 95.5   |
| 8                                          | William Alatalo     | Ret | 5   | 3    | 2    | 5   | Ret | 9   | 8   | 11  | 10  | 12  | 8   | 9   | 9   | 8    | 9    | 7   | 9   | 11  | 7   | 92     |
| 9                                          | Ugo de Wilde        | 8   | Ret | 8    | 8    | 12  | 12  | 7   | 7   | 12  | 13  | 3   | Ret | 3   | 2   | 9    | 5    | Ret | 8   | 8   | 11  | 85.5   |
| 10                                         | Hadrien David       | 7   | 6   | 9    | 12   | 14  | 7   | Ret | 13  | 16  | 11  | 5   | 6   | 8   | 14  | 6    | 3    | 10  | Ret | 9   | Ret | 71     |
| 11                                         | Paul Aron           | Ret | 12  | Ret  | 6    | 11  | 2   | 10  | 12  | 7   | 17  | 8   | 12  | Ret | DNS | Ret  | 8    | 9   | 5   | 10  | 17  | 54     |
| 12                                         | Tijmen van der Helm | 4   | 9   | 12   | 9    | 10  | 13  | DNS | DNS | 13  | 7   | 10  | 7   | 12  | 7   | 12   | 14   | 8   | 13  | 16  | 14  | 45     |
| 13                                         | Michael Belov       | 5   | 4   | 10   | Ret  |     |     |     |     |     |     |     |     |     |     | 11   | 10   | 14  | 6   | 15  | 6   | 40     |
| 14                                         | Petr Ptáček         | 9   | 14  | Ret  | Ret  | 8   | 11  | 8   | Ret | 4   | 6   | 15  | Ret | 13  | 13  | 10   | 6    | Ret | 12  | 17  | 12  | 39     |
| 15                                         | Amaury Cordeel      | 6   | Ret | 11   | 10   | 9   | 10  | Ret | 9   | 5   | DNS | 13  | 13  | 6   | 10  | 14   | 13   | 12  | 11  | 13  | 10  | 33     |
| 16                                         | László Tóth         | 15  | 7   | 16   | 16   | 16  | 14  | 11  | 11  | 18  | 16  | 16  | 10  | 15  | 8   | Ret  | 15   | 11  | 14  | 19  | 16  | 14     |
| 17                                         | Reshad de Gerus     | 14  | 13  | 15   | 15   | 15  | Ret | 12  | Ret | 15  | 14  | 17  | 11  | 14  | 15  | 7    | 12   | 15  | 10  | 12  | Ret | 8      |
| 18                                         | Roman Staněk        |     |     |      |      |     |     |     |     | 14  | 9   |     |     |     |     |      |      |     |     |     |     | 2      |
| 19                                         | Joey Alders         | Ret | 10  | 13   | 17   |     |     |     |     |     |     |     |     |     |     |      |      |     |     |     |     | 1      |
| 20                                         | Vicky Piria         |     |     |      |      | 17  | 15  | Ret | 10  |     |     |     |     |     |     |      |      |     |     |     |     | 1      |
| 21                                         | Nicola Marinangeli  | 12  | 11  | 17   | 14   |     |     |     |     | 17  | 15  | 18  | Ret | 16  | 11  | 13   | Ret  | 13  | 15  | 18  | 13  | 1      |
| 22                                         | Johnathan Hoggard   |     |     | Ret  | 18   |     |     |     |     |     |     |     |     |     |     |      |      |     |     |     |     | 0      |
| Pilotos invitados inelegibles para puntuar |                     |     |     |      |      |     |     |     |     |     |     |     |     |     |     |      |      |     |     |     |     |        |
|                                            | Kas Haverkort       |     |     |      |      |     |     |     |     |     |     | 9   | 5   | 5   | 5   |      |      |     |     |     |     |        |
|                                            | Elias Seppänen      |     |     |      |      |     |     |     |     |     |     |     |     |     |     |      |      |     |     | 14  | 8   |        |
|                                            | Abbi Pulling        |     |     |      |      |     |     |     |     |     |     |     |     |     |     | 15   | 16   |     |     |     |     |        |
| Pos.                                       | Piloto              | MNZ | MNZ | IMO1 | IMO1 | NÜR | NÜR | MAG | MAG | ZAN | ZAN | BAR | BAR | SPA | SPA | IMO2 | IMO2 | HOC | HOC | LEC | LEC | Puntos |

| Color     | Resultado                                                               |
| --------- | ----------------------------------------------------------------------- |
| Oro       | Ganador                                                                 |
| Plata     | 2.ª plaza                                                               |
| Bronce    | 3.ª plaza                                                               |
| Verde     | Finalizó en los puntos                                                  |
| Azul      | Finalizó sin puntos                                                     |
| Azul      | NC - No clasificado                                                     |
| Violeta   | Ret - No terminó (Carrera)                                              |
| Rojo      | DNQ - No se clasificó                                                   |
| Negro     | DSQ - Descalificado                                                     |
| Blanco    | DNS - No empezó (carrera)                                               |
| Blanco    | WD - Retirado (fin de semana)                                           |
| Blanco    | C - Carrera cancelada                                                   |
| Sin color | DNP - Inscrito pero no participó                                        |
| Sin color | INJ - Lesionado                                                         |
| Sin color | EX - Excluido                                                           |
| Estado    | Resultado                                                               |
| Negrita   | Pole position                                                           |
| Cursiva   | Vuelta rápida                                                           |
| †         | Abandona, pero clasifica al completar el porcentaje requerido para ello |

### Campeonato de Escuderías
| Pos. | Escudería        | MNZ | MNZ | IMO1 | IMO1 | NÜR | NÜR | MAG | MAG | ZAN | ZAN | BAR | BAR | SPA | SPA | IMO2 | IMO2 | HOC | HOC | LEC | LEC | Puntos |
| ---- | ---------------- | --- | --- | ---- | ---- | --- | --- | --- | --- | --- | --- | --- | --- | --- | --- | ---- | ---- | --- | --- | --- | --- | ------ |
| 1    | ART Grand Prix   | 10  | 2   | 4    | 4    | 1   | 1   | 3   | 1   | 1   | 2   | 1   | 1   | 2   | 3   | 5    | 1    | 2   | 2   | 4   | 2   | 471.5  |
| 1    | ART Grand Prix   | 11  | 8   | 14   | 6    | 4   | 2   | 4   | 6   | 7   | 8   | 4   | 12  | 11  | 4   | Ret  | 7    | 9   | 5   | 7   | 15  | 471.5  |
| 2    | R-ace GP         | 3   | 1   | 2    | 5    | 6   | 4   | 1   | 2   | 2   | 1   | 2   | 2   | 7   | 6   | 1    | 10   | 1   | 6   | 2   | 4   | 351    |
| 2    | R-ace GP         | 9   | 14  | Ret  | 18   | 8   | 11  | 8   | Ret | 4   | 6   | 15  | Ret | 13  | 13  | 11   | Ret  | 14  | Ret | 15  | 6   | 351    |
| 3    | MP Motorsport    | 1   | 3   | 6    | 7    | 7   | 6   | 13  | 13  | 6   | 3   | 5   | 3   | 1   | 12  | 4    | 2    | 4   | 3   | 3   | 3   | 286.5  |
| 3    | MP Motorsport    | 7   | 6   | 9    | 12   | 14  | 7   | Ret | Ret | 14  | 9   | 6   | 6   | 8   | 14  | 6    | 3    | 10  | 12  | 9   | 12  | 286.5  |
| 4    | Arden Motorsport | 2   | 13  | 5    | 3    | 12  | 9   | 5   | 5   | 8   | 12  | 3   | 11  | 3   | 1   | 2    | 4    | 3   | 4   | 5   | 5   | 273.5  |
| 4    | Arden Motorsport | 8   | Ret | 8    | 8    | 13  | 12  | 7   | 7   | 12  | 13  | 7   | Ret | 4   | 2   | 7    | 5    | 15  | 8   | 8   | 11  | 273.5  |
| 5    | JD Motorsport    | Ret | 5   | 1    | 1    | 3   | 8   | 2   | 3   | 3   | 4   | 11  | 4   | 9   | 9   | 8    | 9    | 6   | 7   | 6   | 7   | 261    |
| 5    | JD Motorsport    |     |     | 3    | 2    | 5   | Ret | 9   | 8   | 11  | 10  | 12  | 8   | 10  | 16  | Ret  | Ret  | 7   | 9   | 11  | 9   | 261    |
| 6    | Bhaitech Racing  | 12  | 7   | 7    | 11   | 2   | 5   | 6   | 4   | 9   | 5   | 14  | 9   | 15  | 8   | 3    | 11   | 5   | 1   | 1   | 1   | 186    |
| 6    | Bhaitech Racing  | 13  | 11  | 16   | 14   | 16  | 14  | 11  | 10  | 17  | 15  | 16  | 10  | 16  | 11  | 13   | 15   | 11  | 14  | 18  | 13  | 186    |
| 7    | FA Racing        | 4   | 9   | 11   | 9    | 9   | 10  | Ret | 9   | 5   | 7   | 10  | 7   | 6   | 7   | 12   | 13   | 8   | 11  | 13  | 10  | 78     |
| 7    | FA Racing        | 6   | Ret | 12   | 10   | 10  | 13  | DNS | DNS | 13  | DNS | 13  | 13  | 12  | 10  | 14   | 14   | 12  | 13  | 16  | 14  | 78     |
| 8    | M2 Competition   | 5   | 4   | 10   | Ret  |     |     |     |     |     |     |     |     |     |     |      |      |     |     |     |     | 23     |
| Pos. | Escudería        | MNZ | MNZ | IMO1 | IMO1 | NÜR | NÜR | MAG | MAG | ZAN | ZAN | BAR | BAR | SPA | SPA | IMO2 | IMO2 | HOC | HOC | LEC | LEC | Puntos |

| Color     | Resultado                                                               |
| --------- | ----------------------------------------------------------------------- |
| Oro       | Ganador                                                                 |
| Plata     | 2.ª plaza                                                               |
| Bronce    | 3.ª plaza                                                               |
| Verde     | Finalizó en los puntos                                                  |
| Azul      | Finalizó sin puntos                                                     |
| Azul      | NC - No clasificado                                                     |
| Violeta   | Ret - No terminó (Carrera)                                              |
| Rojo      | DNQ - No se clasificó                                                   |
| Negro     | DSQ - Descalificado                                                     |
| Blanco    | DNS - No empezó (carrera)                                               |
| Blanco    | WD - Retirado (fin de semana)                                           |
| Blanco    | C - Carrera cancelada                                                   |
| Sin color | DNP - Inscrito pero no participó                                        |
| Sin color | INJ - Lesionado                                                         |
| Sin color | EX - Excluido                                                           |
| Estado    | Resultado                                                               |
| Negrita   | Pole position                                                           |
| Cursiva   | Vuelta rápida                                                           |
| †         | Abandona, pero clasifica al completar el porcentaje requerido para ello |